# ГОТЭК
Группа предприятий «ГОТЭК» — одна из крупнейших компаний упаковочной отрасли России. Основное производство и штаб-квартира находится в городе Москве, Имеется филиал в городе Новомосковск Тульской области.

## История
АО «ГОТЭК» создано в 1991 году на базе Железногорского комбината гофротары и этикеток (введён в эксплуатацию 31 декабря 1968 года).
В 2007 году в Новомосковске была открыта полномасштабная фабрика по производству упаковки «ГОТЭК-ЦЕНТР».
В январе 2021 года ЗАО «ГОТЭК-ЛИТАР» было продано датской компании Brødrene Hartmann A/S. В 2022 году компания сообщила о намерении продать актив.
В конце 2022 года австрийская компания Mondi начала сделку по продаже трех заводов АО «ГОТЭК». В 2023 году сделка была завершена.
В декабре 2023 года была открыта первая очередь исследовательской лаборатории в Ленинградской области.

## Собственники и руководство
«ГОТЭК» контролируется председателем совета директоров Владимиром Чуйковым.

## Структура
Группа объединяет 10 производственных объединений:
- ЗАО "Управляющая Компания «ГОТЭК» — управляющая компания, осуществляющая единое стратегическое развитие группы предприятий и определяющая инвестиционную политику.
- ЗАО «ГОТЭК» — компания по производству гофрированного картона, транспортной и потребительской упаковки с многоцветной флексографской печатью.
- ЗАО «ПОЛИПАК»- компания по производству гибкой упаковки на основе полимерных и бумажных материалов с многоцветной флексографской печатью
- ЗАО «ГОТЭК-ЛИТАР» — компания по производству упаковки из формованной бумажной массы.
- ЗАО «ГОТЭК-ПРИНТ» — полиграфическая компания по производству упаковки из картона и пластика с многоцветной офсетной печатью.
- ООО «ГОТЭК-ЦЕНТР» — компания по производству гофрированного картона, транспортной и потребительской упаковки с многоцветной флексографской печатью.
- ООО «ГОТЭК-ЦПУ» (Центр предоставления услуг) — компания, осуществляющая функции финансового, бухгалтерского учета и логистики для всех предприятий группы «ГОТЭК».
- ЗАО «ГОТЭК-АВТО» — автомобильная компания, оказывающая транспортные услуги предприятиям группы «ГОТЭК».
- ЗАО «ГОТЭК-СТРОЙ» — компания, оказывающая строительные услуги предприятиям группы «ГОТЭК».
- ЗАО «ГОТЭК Северо-Запад» — предприятие по производству гофрированного картона, транспортной и потребительской упаковки с многоцветной флексографской печатью.

## Показатели деятельности
Общее количество сотрудников — более 2,5 тыс.человек.
Выручка по МСФО в 2006 году составила $180,2 млн (в 2005 — $144,9 млн), операционная прибыль — $10,6 млн ($6,4 млн), чистая прибыль — $0,39 млн ($0,42 млн).
23 июня 2008 года компания объявила технический дефолт по оферте на выкуп своих облигаций (по данным компании, к погашению были предъявлены ценные бумаги на 1,04 млрд руб. из общего объёма выпуска 1,5 млрд руб.).

## Достижения
- 2000 год — лауреат в номинации «За наиболее динамичное развитие».
- 2005 год — ЗАО «ГОТЭК» вошло в рейтинг «100 самых быстрорастущих компаний России» (составлен журналом «Финанс»)[10].